# Denis Zemčënok
Denis Igorevič Zemčënok (in russo Денис Игоревич Земчёнок?; Ekaterinburg, 11 agosto 1987) è un pallavolista russo, opposto dello Zenit-Kazan.

## Carriera

### Club
La carriera di Denis Zemčënok inizia nel settore giovanile dell'Avtomobilist, dove gioca per otto annate, nel corso delle quali il club cambia denominazione in Baltika. Viene promosso in prima squadra, debuttando così in Superliga, nella stagione 2004-05, al termine della quale il suo club retrocede: resta legato al club di San Pietroburgo, nel frattempo ritornato a chiamarsi Spartak SP e dal 2008 Avtomobilist, anche in serie cadetta, dove il club finisce per retrocedere ancora fino alla Vysšaja Liga B, dove resta per due annate, prima di riapprodare in Vysšaja Liga A nel 2009, per poi ottenere una nuova promozione due anni dopo.
Torna così a calcare i campi della Superliga, ma con un altro club, la Dinamo Krasnodar, dove approda nel campionato 2011-12 e resta per tre annate. Nella stagione 2014-15 viene ingaggiato dalla Lokomotiv Novosibirsk dove rimane due anni prima di passare, nel campionato 2016-17, allo Zenit-Kazan, con cui si aggiudica la Supercoppa russa, la Coppa di Russia, la Champions League e lo scudetto.
Per il campionato 2017-18 si accasa alla Dinamo-LO, sempre in Superliga, mentre in quello seguente viene ingaggiato dal Belogor'e, con cui si aggiudica la Challenge Cup 2018-19, competizione di cui viene premiato MVP.
Nella stagione 2019-20 torna al club di Kazan', con cui si aggiudica la Coppa di Russia 2019 e la Supercoppa russa 2020.

### Nazionale
Nel 2014 ottiene le prime convocazioni nella nazionale russa, facendo il proprio debutto alla World League 2014; in seguito, vince la medaglia d'oro alla Volleyball Nations League 2019.

## Palmarès

### Club
- Campionato russo: 1

2016-17
- Coppa di Russia: 2

2016, 2019
- Supercoppa russa: 2

2016, 2020
- Champions League: 1

2016-17
- Challenge Cup: 1

2018-19

### Nazionale (competizioni minori)
- Memorial Hubert Wagner 2014

### Premi individuali
- 2019 - Challenge Cup: MVP